# Februar 2025
Portal Geschichte | Portal Biografien | Aktuelle Ereignisse | Jahreskalender | Tagesartikel

◄ |
20. Jahrhundert |
21. Jahrhundert

◄ |
1990er |
2000er |
2010er |
2020er
| 2030er | 2040er

◄ |
2021 |
2022 |
2023 |
2024 |
2025
| 2026 | 2027 | 2028 | 2029 | ►

◄ |
November 2024 |
Dezember 2024 |
Januar 2025 |
Februar 2025 |
März 2025 |
April 2025 |
Mai 2025 |
►
Dieser Artikel behandelt tagesbezogene Nachrichten und Ereignisse im Februar 2025. Eine Artikelübersicht zu thematischen „Dauerbrennern“ und zu länger andauernden Veranstaltungen findet sich auf der Seite zu den laufenden Ereignissen.

## Tagesgeschehen

### Samstag, 1. Februar 2025
- Philadelphia/Vereinigte Staaten: Ein Flugzeug für medizinischen Transport verunglückt in einem beliebten Stadtteil von Philadelphia. Dabei sterben alle 6 Menschen an Bord und 1 Mensch am Boden. Mindestens 19 werden verletzt.
- Deutschland: Ex-Bundespräsident Horst Köhler im Alter von 81 Jahren gestorben.

### Sonntag, 2. Februar 2025
- Los Angeles/Vereinigte Staaten: In der Crypto.com Arena findet die 67. Grammy-Verleihung statt.
- Park City und Salt Lake City, Utah/Vereinigte Staaten: Letzter Tag des Sundance Film Festivals.
- Kroatien/Dänemark/Norwegen: Ende der Handball-Weltmeisterschaft der Männer 2025. Im Finale gewinnt die dänische gegen die kroatische Nationalmannschaft.

### Dienstag, 4. Februar 2025
- Karlsruhe/Deutschland: Mit Urteilen vom 4. Februar 2025 entschied der XI. Zivilsenat des Bundesgerichtshofes, dass Klauseln in Allgemeinen Geschäftsbedingungen, die Negativzinsen für Spareinlagen (etwa Tagesgeldkonten oder Sparkonten) vorsehen, gegen den Grundsatz von Treu und Glauben nach § 307 Abs. 1 Satz 1 BGB verstoßen und damit gegenüber Verbrauchern unwirksam sind.[1]
- Saalbach-Hinterglemm/Österreich: Eröffnung der 48. Alpinen Skiweltmeisterschaften.
- Örebro/Schweden: Mindestens 11 Menschen kommen durch einen Amoklauf an einer Schule ums Leben.[2]

### Donnerstag, 6. Februar 2025
- Europa/Weltweit: Das europäische Erdbeobachtungsprogramm Copernicus hat den Januar 2025 als den weltweit wärmsten Januar seit Messbeginn gemeldet.
- Eisenstadt/Österreich: Im Burgenland wird die neue Landesregierung vereidigt.

### Samstag, 8. Februar 2025
- Whistler, British Columbia/Kanada: Letzter Tag der im Whistler Sliding Centre ausgetragenen Rennrodel-Weltmeisterschaften.

### Sonntag, 9. Februar 2025
- Kosovo: Parlamentswahl im Kosovo 2025
- Liechtenstein: Landtagswahl in Liechtenstein 2025
- Schweiz: Volksabstimmung in der Schweiz
- New Orleans, Louisiana/Vereinigte Staaten: Im Caesars Superdome gewinnen die Philadelphia Eagles gegen die Kansas City Chiefs den 59. Super Bowl mit 40:22.[3]

### Montag, 10. Februar 2025
- Guatemala-Stadt/Guatemala: Bei einem Busunglück kommen mindestens 55 Menschen ums Leben.[4]

### Dienstag, 11. Februar 2025
- Hamburg-Rönneburg/Deutschland: Bei einem Eisenbahnunfall kommt der deutsche Historiker und Theologe Thomas Großbölting ums Leben.[5][6]

### Mittwoch, 12. Februar 2025
- Demokratische Republik Kongo: Massaker von Kasanga

### Donnerstag, 13. Februar 2025
- Berlin/Deutschland: Beginn der Berlinale (bis 23. Februar)
- München/Deutschland: Bei einer Demonstration der Gewerkschaft Ver.di im Rahmen eines Streiks fährt ein 24-jähriger Afghane mit einem PKW durch die Menschenmenge. Dabei sterben eine Mutter und ihr Kind; 37 weitere Menschen werden verletzt.[7] Siehe auch Anschlag in München 2025.

### Freitag, 14. Februar 2025
- München/Deutschland: Beginn der 61. Münchner Sicherheitskonferenz (bis 16. Februar)

### Samstag, 15. Februar 2025
- Heusden-Zolder/Belgien: Abschluss der Bahnradsport-EM
- Villach/Österreich: Bei einem islamistischen Terroranschlag wird eine Person getötet und mehrere weitere verletzt.

### Sonntag, 16. Februar 2025
- Lillehammer/Norwegen: Abschluss des Bob-Weltcups
- Saalbach-Hinterglemm/Österreich: Abschluss der Alpinen Skiweltmeisterschaften
- Erstbeschreibung von Bastetodon, einer 1999 in Ägypten gefundenen Hyaenodonta-Art, durch das Team um den Paläontologen Shorouq F. Al-Ashqar im Journal of Vertebrate Paleontology.
- Kentucky und Georgia/Vereinigte Staaten: Bei schweren Regenfällen kommen in Kentucky mindestens 9 Menschen ums Leben. Zehntausende Haushalte sind ohne Strom und Trinkwasser. Auch in Georgia stirbt ein Mensch.

### Dienstag, 18. Februar 2025
- Riad/Saudi-Arabien: Bei der Konferenz in Riad vereinbaren die Regierungen von Russland und den Vereinigten Staaten die Wiederbesetzung der jeweiligen Botschaften.[8]

### Mittwoch, 19. Februar 2025
- Karatschi/Pakistan: Eröffnungsspiel der ICC Champions Trophy 2025 (bis 9. März).

### Freitag, 21. Februar 2025
- Berlin/Deutschland: Angriff am Holocaust-Mahnmal in Berlin 2025

### Sonntag, 23. Februar 2025
- Deutschland: Bundestagswahl
- Lenzerheide/Schweiz: Abschluss der Biathlon-WM
- Yanqing/China: Abschluss des Rennrodel-Weltcups

### Dienstag, 25. Februar 2025
- Rom/Italien: Wiederaufnahme der 16. Konferenz der Vertragsparteien des Übereinkommens der Vereinten Nationen über die biologische Vielfalt (UNCBD) (bis 27. Februar)

### Freitag, 28. Februar 2025
- Paris/Frankreich: Der Film Emilia Pérez von Jacques Audiard gewinnt sieben Preise bei der César-Verleihung, darunter Bester Film und Beste Regie.

- Washington/USA:

Eklat im Weißen Haus
Trump und Selenskyj brechen Treffen ab!
Nach einem beispiellosen Streit vor laufenden Kameras haben US-Präsident Trump und sein ukrainischer Kollege Selenskyj ihr Treffen in Washington abgebrochen. Zuvor hatte Trump Selenskyj mit Vorwürfen überzogen. Dieser riskiere einen Dritten Weltkrieg. Erst Eklat, dann Abreise: Vor laufenden Kameras haben US-Präsident Donald Trump und sein Vize JD Vance den ukrainischen Präsidenten Wolodymyr Selenskyj zurechtgewiesen. Danach wurde das Treffen abgebrochen - eigentlich hätten Trump und Selenskyj eine Rohstoffpartnerschaft unterzeichnen sollen. Auch eine geplante Pressekonferenz wurde abgesagt. Selenskyj verließ daraufhin das Weiße Haus. Zuvor hatte Trump Selenskyj in scharfer Form angegriffen: „Sie setzen das Leben von Millionen Menschen aufs Spiel. Sie riskieren einen Dritten Weltkrieg“, sagte Trump. Es sei respektlos von Selenskyj, auf Sicherheitszusagen der USA zu drängen. Während einer lautstarken Auseinandersetzung warf Trump Selenskyj vor, er sei „überhaupt nicht dankbar“. „Es wird schwer sein, auf diese Weise ins Geschäft zu kommen“, fügte der US-Präsident hinzu.
Trump droht:
„Deal oder wir sind raus“
Trump verlangte von Selenskyj, seine Haltung zu ändern. Er unterbrach ihn immer wieder, während der ukrainische Präsident versuchte, etwas zu erwidern. Stellenweise entwickelten sich heftige Wortgefechte. Trump drohte, die Ukraine im Kampf gegen Russland im Stich zu lassen, sollte es nicht zu einer Einigung mit Kremlchef Wladimir Putin kommen. „Sie werden entweder einen Deal machen oder wir sind raus“, sagte er.
„Ich weiß, dass Sie nicht gewinnen werden.“
„Ihr Land steckt in großen Schwierigkeiten. Ich weiß, dass Sie nicht gewinnen werden. Sie werden das hier nicht gewinnen. Sie haben eine verdammt gute Chance, da heil rauszukommen, wegen uns“, sagte Trump aufgebracht. Selenskyj verschränkte die Arme, versuchte, sich zu verteidigen, und monierte, dass nach der russischen Annexion der Halbinsel Krim im Jahr 2014 niemand wirksam Putin aufgehalten habe. Flankiert wurde Trump von US-Vizepräsident JD Vance. „Herr Präsident, Herr Präsident, bei allem Respekt. Ich finde es respektlos von Ihnen, ins Oval Office zu kommen und zu versuchen, vor den amerikanischen Medien zu verhandeln“, sagte Vance. „Gerade jetzt, wo Sie herumlaufen und Wehrpflichtige an die Front zwingen, weil Sie Personalprobleme haben, sollten Sie Präsident (Trump) dafür danken, dass er versucht, die Situation zu verbessern.“
„Sie haben dankbar zu sein!“
„Wenn Sie unsere Militärausrüstung nicht hätten, wäre der Krieg nach zwei Wochen zu Ende gewesen“, sagte Trump unter anderem mit Blick auf den von Russland 2022 begonnenen Angriffskrieg gegen die Ukraine. „Sie haben dankbar zu sein“, so der Republikaner. Trump hatte seinen ukrainischen Kollegen in den vergangenen Wochen mit haarsträubenden Beschimpfungen überzogen - vor dem Besuch Selenskyjs aber seinen Ton gemildert. Trump beendete den Austausch schließlich mit den Worten: „Ich denke, wir haben genug gesehen“ und, mit Blick auf die anwesende Presse im Raum: „Das wird großartiges Fernsehen sein, das kann ich Ihnen sagen.“
Nach 40 Minuten aus dem Ruder gelaufen.
Das Treffen zwischen den beiden Präsidenten im Weißen Haus war mit Spannung erwartet worden - und begann zunächst auch friedlich. Rund 40 Minuten beantworteten Selenskyj und Trump vor Beginn ihres Gesprächs hinter verschlossenen Türen Fragen der Presse im Oval Office. Dann geriet die Zusammenkunft aus dem Ruder. Auf seiner Online-Plattform Truth Social kommentierte Trump die Begegnung später folgendermaßen„: Er kann zurückkommen, wenn er zu Frieden bereit ist.“ Selenskyj „habe die Vereinigten Staaten von Amerika in ihrem geschätzten Oval Office nicht respektiert“.